# Benoitodes caheni
Espèce
Synonymes
- Actaeodes caheni Benoit, 1977

Benoitodes caheni est une espèce d'araignées aranéomorphes de la famille des Gnaphosidae.

## Distribution
Cette espèce est endémique de l'île de Sainte-Hélène.

## Publication originale
- Benoit, 1977 : Fam. Drassidae. La faune terrestre de l'île de Saite-Hélène IV. Musée Royal de l'Afrique Centrale Tervuren Belgique Annales Serie in Octavo Sciences Zoologiques, vol. 220, p. 52-62.